# Барчуков, Владимир Валерьевич
Владимир Валерьевич Барчуков (р. 9 октября 1984, Горно-Алтайск) — Заслуженный мастер спорта России (2011) по спортивному ориентированию (лыжные дисциплины). Призёр чемпионатов мира и Европы.

## Карьера
В пятом классе начал заниматься спортом. Записался сразу в две секции — лыжную и туристическую.
Живёт в Красноярске. Тренируется под руководством тандема тренеров — ЗТрРФ В.С. Близневская (Сибирский Федеральный Университет) и Худик Сергей Валерьевич (Академия зимних видов спорта). Сотрудник кафедры физической культуры Сибирского Федерального Университета.
Бронзовый призёр чемпионата мира 2011 (длинная дистанция), серебряный призёр чемпионата мира 2009 в мужской эстафете. Обладатель бронзы чемпионата Европы 2011 на средней дистанции и золота в эстафете (Владимир Барчуков, Кирилл Веселов, Эдуард Хренников).
Приказом от 15 декабря 2011 году Владимиру Барчукову присвоено звание Заслуженный мастер спорта России.